# Kundel (album)
Kundel – drugi solowy  album studyjny polskiego wokalisty i kompozytora Artura Rojka wydany nakładem wytwórni muzycznej Kayax. Premiera wydawnictwa miała miejsce 13 marca 2020 roku.
Płytę poprzedził wydany 10 stycznia 2020 roku singel „Sportowe życie” oraz wydany 28 lutego 2020 singiel "Bez końca". Rozpoczęcie promocyjnej trasy koncertowej było planowane na 2 marca 2020 roku w Katowicach. Jednak w obliczu zaistniałej epidemii SARS-CoV-2 oraz nowych wytycznych sanitarnych konieczne okazało się przełożenie trasy koncertowej.
Nagrania dotarły do 3. miejsca listy OLiS.
Album uzyskał certyfikat złotej płyty.

## Lista utworów
1. „Intro” - 1:09 (Muzyka: Artur Rojek/Bartosz Dziedzic Słowa: Radek Łukasiewicz)
2. „Bez końca” - 4:05 (Muzyka: Artur Rojek / Bartosz Dziedzic Słowa: Radek Łukasiewicz)
3. „für meine liebe gertrude” - 3:50 (Muzyka: Artur Rojek/Bartosz Dziedzic Słowa: Radek Łukasiewicz)
4. „Sportowe życie” - 3:59 (Muzyka: Artur Rojek/Bartosz Dziedzic Słowa: Radek Łukasiewicz)
5. „A miało być jak we śnie” - 3:34 (Muzyka: Artur Rojek, Bartosz Dziedzic Słowa: Radek Łukasiewicz, Taco Hemingway)
6. „Układ” - 3:41 (Muzyka: Artur Rojek/Bartosz Dziedzic Słowa: Radek Łukasiewicz)
7. „Chwilę błyśniesz potem zgaśniesz” - 3:41 (Muzyka: Artur Rojek/Bartosz Dziedzic Słowa: Radek Łukasiewicz)
8. „Kundel” - 3:38 (Muzyka: Artur Rojek/Bartosz Dziedzic Słowa: Radek Łukasiewicz)
9. „W nikogo nie wierzę tak jak w ciebie” - 4:19 (Muzyka: Artur Rojek/Bartosz Dziedzic Słowa: Radek Łukasiewicz)
10. „Outro” - 2:20 (Muzyka: Artur Rojek/Bartosz Dziedzic Słowa: Radek Łukasiewicz)

## Certyfikat
| Kraj          | Certyfikat  | Sprzedaż |
| ------------- | ----------- | -------- |
| Polska (ZPAV) | złota płyta | 15 000+  |